# معادله دبای–هوکل
معادله دبای–هوکل(به انگلیسی: Debye–Hückel equation) یک معادله ریاضیاتی در شیمی تجزیه است که جهت محاسبه ضریب فعالیت برای یک محلول الکترولیت به کار می‌رود. این معادله نخستین بار توسط دو دانشمند سرشناس به نام‌های پیتر دبای و اریش هوکل پیشنهاد گردید. معادله دبای–هوکل برای الکترولیت‌های رقیق صدق کرده و به صورت زیر تعریف می‌شود:
{\displaystyle \ln(\gamma _{i})=-{\frac {z_{i}^{2}q^{2}\kappa }{8\pi \varepsilon _{r}\varepsilon _{0}k_{B}T}}=-{\frac {z_{i}^{2}q^{3}N_{\mathrm {A} }^{1/2}}{4\pi (\varepsilon _{r}\varepsilon _{0}k_{B}T)^{3/2}}}{\sqrt {\frac {I}{2}}}=-Az_{i}^{2}{\sqrt {I}}}
که در این معادله:
{\displaystyle z_{i}} بار الکتریکی یون i
{\displaystyle q} بار الکترون
{\displaystyle \kappa } عکس طول دبای
{\displaystyle \varepsilon _{r}} ثابت گذردهی در حلال
{\displaystyle \varepsilon _{0}} ثابت گذردهی خلأ
{\displaystyle k_{B}} ثابت بولتزمن
{\displaystyle T} دمای محلول
{\displaystyle N_{\mathrm {A} }} عدد آووگادرو
{\displaystyle I} قدرت یونی محلول
{\displaystyle A} مقداری ثابت که به دما وابسته است.